# Piazza d'Azeglio
Piazza Massimo d'Azeglio è una grande piazza rettangolare e alberata del centro storico di Firenze. Non distante dai viali di Circonvallazione, vi immettono numerose strade: via Alfieri, via Farini, via Giusti, via della Colonna, via Carducci, via Niccolini, via Giordani e via Silvio Pellico.

## Storia

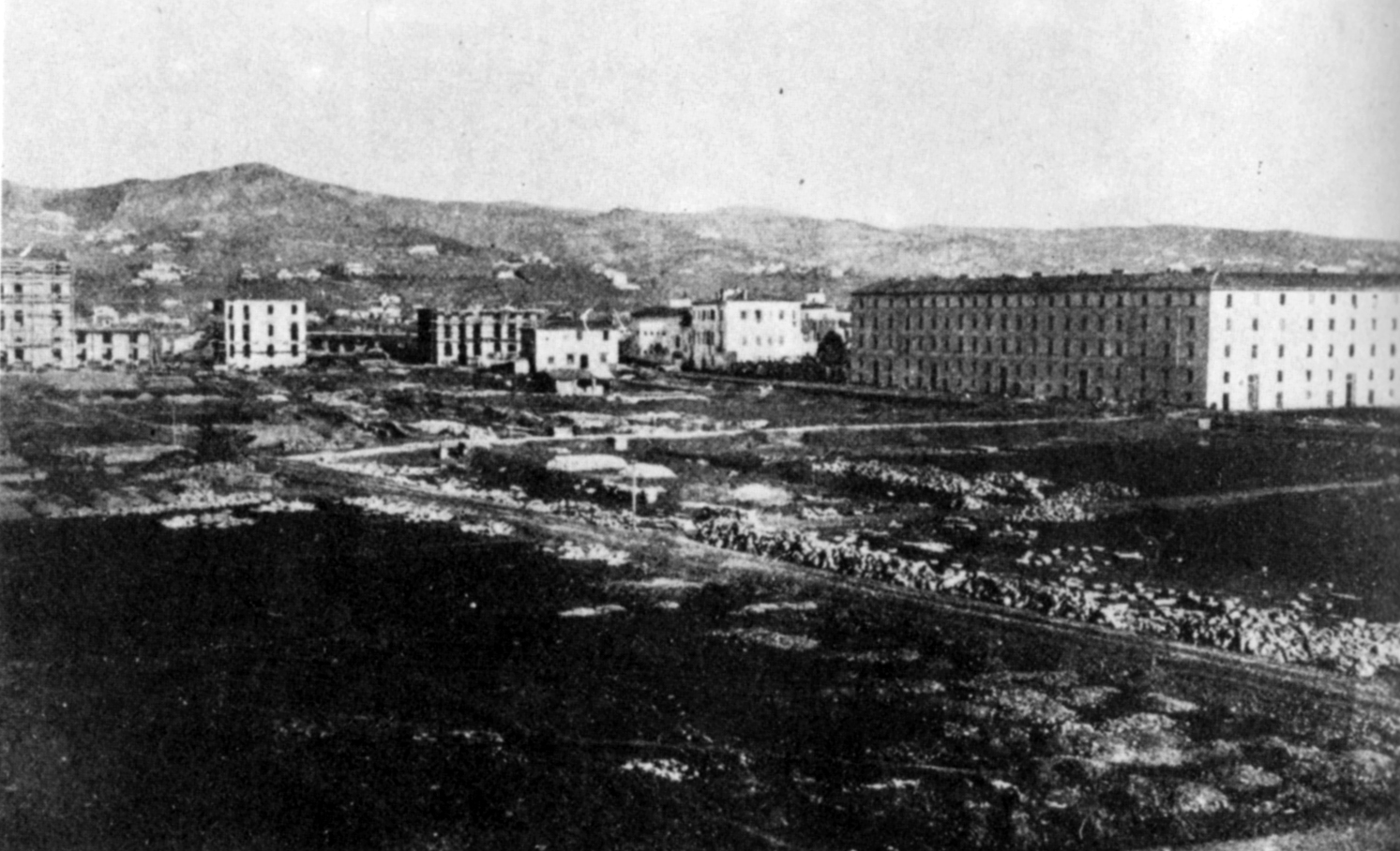
I lotti della Mattonaia in costruzione, sul sito della futura piazza d'Azeglio

Qui si estendevano precedentemente per lo più i poderi di pertinenza della vicina villa Ginori, assieme ad altri di proprietà Panciatichi e Morrocchi.
Col trasferimento della capitale d'Italia da Torino a Firenze si rese necessaria la creazioni di numerosi alloggi; il centro in particolare, destinato alla nuova borghesia e alla classe politica, fu interessato da stravolgimenti (come nel caso di piazza della Repubblica e dell'abbattimento della mura) e progetti edilizi.
La zona della Mattonaia, già interessata da orti e abitazioni popolari, subì una vasta campagna di espropri proprio nel 1865, primo anno della nuova capitale, e fu trasformata nella zona più moderna ed esclusiva del centro. In realtà l'edificazione della piazza da considerarsi frutto di un progetto maturatosi negli anni precedenti, almeno fin dal 1860, con un cantiere già avviato nel novembre del 1864 che, ovviamente, ricevette particolare impulso negli anni in cui Firenze fu capitale. Espropriati a titolo di pubblica utilità i terreni e gli edifici, gli assi viari furono progettati come maglia regolare, paralleli all'antico borgo Pinti e al proseguimento di via della Colonna (che allora si interrompeva all'altezza di borgo Pinti), lasciando al tracciato delle mura il compito di definire il disegno dei vari lotti posti all'estremo margine nord ed est, e a una piazza con giardino di vivificarne il cuore.
Piazza d'Azeglio, su cui si edificarono villini e palazzine in linea con le esigenze di decoro dell'epoca (concettualizzate dal piano regolatore di Giuseppe Poggi, ma in questo caso redatto nel dettaglio dall'ingegnere del Comune Luigi Del Sarto), venne concepita come piazza-giardino simile ad una square inglese, tanto che fino alla seconda guerra mondiale era chiusa da una cancellata le cui chiavi erano in possesso solo dei proprietari di case che vi si affacciassero: nel conflitto fu smantellata e il ferro dato "alla patria". La destinazione della piazza e del quartiere (detto della Mattonaia dall'unica via che tagliava verso le mura i poderi e lungo la quale si collocava la già citata villa Ginori) fu a carattere residenziale, con una evidente attenzione alla ricca borghesia, nell'ambito della quale si distinse nell'acquistare i lotti edificabili la comunità ebraica, in ragione della parallela edificazione della Sinagoga nel vicino lotto posto tra via Luigi Carlo Farini e via Giosue Carducci con un cantiere avviato nel 1874 su progetto di Mariano Falcini, Vincenzo Micheli e Marco Treves (inaugurazione del Tempio nel 1882).
Il politico e scrittore Massimo Taparelli marchese d'Azeglio dunque era morto appena da un anno quando il comune decise di intitolargli questa piazza (gennaio 1866). Nel 1869, dal lato verso borgo Pinti, era stato poi inaugurato un grande teatro intitolato al Principe Umberto I e realizzato su progetto dell'ingegner Gustavo Mariani (poi ampliato da Riccardo Mazzanti), distrutto da un incendio il 29 dicembre 1889. Entro il 1870 le opere di urbanizzazione si erano oramai concluse e già erano sorti in margine alla piazza villini e palazzi.
Col trasferimento però della capitale a Roma (nel 1871), molti dei proprietari dei villini si trasferirono e il valore immobiliare degli edifici scese molto. Completata l'edificazione degli ultimi lotti rimasti invenduti nel primo decennio del Novecento (e di quelli sorti sul lato ovest al posto del teatro), arrivò una nutrita colonia cosmopolita di intellettuali e artisti, che diedero vita a un'intensa vita culturale e salottiera nella zona. Di alcuni dei numerosi residenti illustri resta traccia nelle targhe che si vedono sugli edifici.

## Descrizione

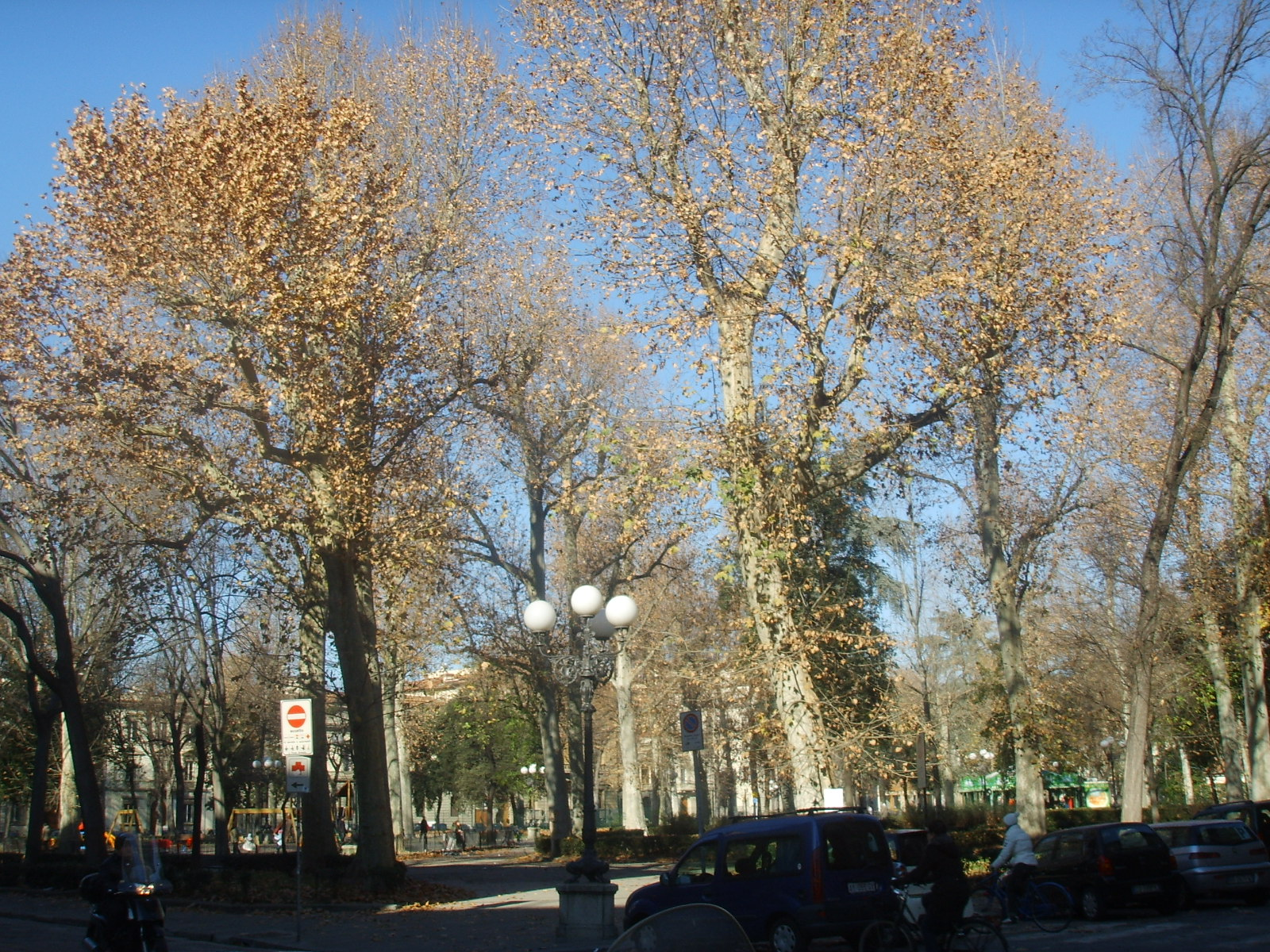
La piazza in autunno

La piazza, che mantiene ancor oggi il suo carattere residenziale e alto borghese, è situata immediatamente all'interno della zona a traffico limitato del centro di Firenze ed è percorsa da varie linee di trasporto urbano; presenta un perimetro rettangolare e il suo impianto si basa su una serie di vialetti ed aiuole originariamente a prato con alberi d'alto fusto, in prevalenza platani e bagolari, e con al centro una piccola vasca di forma esagonale, con zampillo che proviene da una statua d'ibis; la fontana è stata restaurata nel 2012 con un contributo privato, alla memoria di Ginevra Olivetti Rason (1984-2011). Sin dagli anni novanta dello scorso secolo è in corso un progressivo abbattimento di alberi malati o giudicati insicuri data la loro età, senza che però si sia provveduto ad un reimpianto significativo di nuovi esemplari (come invece avvenuto in altre piazze cittadine, quale la vicina piazza Savonarola), portando così il patrimonio arboreo della piazza ad impauperirsi considerevolmente col passare degli anni.
Attualmente la piazza ospita un piccolo parco giochi e un campetto di calcio limitato da un'alta recinzione. A fianco della vasca si trovano adesso una giostra per bambini ed un piccolo fabbricato ospitante un bagno pubblico. A lato del parco, poco prima che Firenze diventasse capitale d'Italia, era stato costruito un teatro intitolato a Umberto I. La costruzione per lo più in legno, a pianta circolare, fu distrutta da un incendio nel 1889 e mai più riedificata, sostituita dalla palazzina e dal Villino Uzielli.
Su un lato del giardino si trova un piccolo monumento a ricordo di tre partigiani caduti il 7 giugno 1944, Enrico Bocci, Italo Piccagli e Luigi Morandi, tutti decorati dalla medaglia d'oro al valor militare, uccisi dai fascisti che scoprirono il covo da dove trasmettevano Radio CORA, in uno degli edifici della piazza. Recita la targa:
| IL 7 GIUGNO 1944 CONVENUTI NELLA CASA DI FRONTE A CONCORDARVI L'ULTIMA BATTAGLIA DELLA NOSTRA LIBERAZIONE ENRICO BOCCI AVVOCATO ITALO PICCAGLI CAPITANO DELL'A.A.R.S. LUIGI MORANDI STUDENTE SOLO ARMATI DI COSTANZA FEDE SAPERE SORPRESI CON I COMPAGNI DAI NAZIFASCISTI DOPO RESISTENZA TORTURE INUMANE CORAGGIO DETTERO LA VITA PER GLI IDEALI FINO ALL'ULTIMO VIVI DI GIUSTIZIA E DI LIBERTA' MEDAGLIE D'ORO AL VALOR MILITARE PER UNA CIVILE PACE TRA I POPOLI |

La strada che corre lungo il perimetro del giardino, delimitata da ampi marciapiedi da ambedue i lati, è a lastrico, anche se si deve lamentare il dissesto di ampi tratti, dovuti alla limitata manutenzione.

### Edifici
| Immagine | N°       | Nome                            | Descrizione |
| -------- | -------- | ------------------------------- | --- |
|          | 1        | Villino                         | L'edificio presenta i tipici caratteri del villino tardo ottocentesco, a due piani con mezzanino organizzati su tre assi, il mediano segnato dal portone e il piano terreno con intonaci lavorati a finti filari di pietra. A distinguere la costruzione dalle tante simili del periodo è una fascia decorativa che corre parallela all'ultimo ordine di finestre, con monocromi che uniscono modelli cinquecenteschi a temi prettamente tardo ottocenteschi, quali i bambini colti in vari atteggiamenti giocosi. In termini molto simili i caratteri descritti si ritrovano nel villino di via Alfieri al n. 6. |
|          | 2-3-4-5  | Villini Servadio                | L'edificio nasce dall'accorpamento di due villini, commissionati dal banchiere Giacomo Servadio e realizzati su progetto dell'architetto Henry Kleffler tra il 1866 e il 1867. Su tali strutture si tornò a intervenire nel 1932, quando i due villini vennero uniti internamente e ampliati per la nuova residenza dei Ricci Crisolini, nobili di origine aretina. La palazzina è da segnalare in quanto dimora, nel 1913, dello scrittore polacco Stefan Żeromski (1864-1925), come annota la targa posta sul fronte nel 1964, centenario della sua nascita. Un'altra targa, posta nel 2007, ricorda il legame tra gli edifici della piazza e gli anni che videro Firenze capitale d'Italia. |
|          | 6        | Palazzo Mazzoni delle Stelle    | Si tratta di un grande casamento eretto negli anni settanta dell'Ottocento su progetto dell'ingegnere e architetto Luigi Amerighi. A cinque piani organizzati su nove assi, si presenta segnato sul fronte da elementi decorativi propri del gusto neorinascimentale tardo ottocentesco (se ne veda il concentrarsi in corrispondenza della cornice del portone principale), secondo modi decisamente rappresentativi di quell'idea di dimora 'signorile' così cara alla borghesia ottocentesca. L'ottimo stato conservativo del prospetto è frutto di un intervento di restauro e tinteggiatura condotto tra il 2008 e il 2009. |
|          | 7-8      | Palazzo Geddes da Filicaia      | Già proprietà della famiglia Levi, il grande edificio risulta successivamente passato di proprietà ai Geddes da Filicaia. Come nel caso del precedente palazzo, ci troviamo di fronte a un grande casamento che si sviluppa sulla piazza per ben dieci assi, fino a determinare la cantonata su via Silvio Pellico, dove ricorrono ulteriori sette assi, il tutto per un'altezza originaria di tre piani, poi portati nel Novecento a cinque. |
|          | 9        | Villino Marinelli               | Tra gli edifici della piazza questo non si impone per particolari qualità architettoniche, per quanto eretto come propria residenza da quell'architetto Pietro Marinelli che già aveva dato prova delle sue capacità con la progettazione del palazzo Boboli in via Farini 8 e della lussuosa palazzina Carandini nella stessa piazza d'Azeglio 22. L'edificio è comunque da segnalare quale luogo di soggiorno dello scrittore polacco Władysław Reymont (1867-1925), premio Nobel per la letteratura nel 1924, come ricorda una targa posta del 2000. |
|          | 12       | Palazzina Testa                 | Si tratta di un grandioso casamento restaurato in tempi recenti, organizzato su tre piani che si estendono per sette assi. La porzione centrale del fronte è interamente parata a finti conci di pietra (così come tutto il piano terreno), di aggetto digradante in funzione dell'altezza del piano, in modo da alleggerire e vivacizzare il prospetto che, in questo modo, appare con i corpi laterali leggermente arretrati. Sul portone è uno scudo con lo stemma della famiglia Testa, originaria d'Anagni. |
|          | 13-14-15 | Villino Gravina di Rudinì       | Originariamente costruito per il marchese Gravina di Rudinì alla fine degli anni sessanta dell'Ottocento, l'edificio fu ben poco abitato dal suo primo proprietario, che presto abbandonò Firenze al seguito del trasferimento della capitale a Roma (1871). Si presenta come tipico villino ottocentesco, organizzato su due piani più un mezzanino che si dispiegano su tre assi, un fianco a guardare il cancello laterale tramite il quale si accede alle rimesse e al giardino. Abitò qui, negli anni venti del Novecento, lo scrittore e critico letterario Ettore Allodoli (così Andrea Cecconi, che lo indica al n. 15). Attualmente il villino è sede dell'ente bilaterale Turismo Toscano. |
|          | 16-17    | Villino Zaccheroni              | Il villino si propone con identico disegno e volume del precedente, ai nn. 13-14, tuttavia speculare a questo per quanto riguarda il cancello di ingresso alle rimesse, in modo da consentire di distanziare adeguatamente le due facciate laterali, secondo una soluzione estremamente efficace e di larga fortuna anche nel primo Novecento. |
|          | 18       | Palazzo Marsili                 | Nonostante la mole che lo vede svilupparsi per cinque piani su nove assi, l'edificio non presenta elementi architettonici di particolare interesse, adeguandosi, come la maggior parte dei casamenti di questo lato della piazza, a uno stile oramai di maniera, nato nell'ambito delle sperimentazioni sul tema del villino e quindi applicato ai grandi condomini per famiglie tra fine Ottocento e primi del Novecento. Del palazzo è presente un rilievo del piano terreno e del prospetto (erroneamente indicato come relativo al n. 15) nel volume di Gian Luigi Maffei su La casa fiorentina, a documentare lo stile poggiano e post-poggiano che caratterizza la maggior parte degli edifici della piazza, determinandone la "gradevole uniformità visiva". Il palazzo è inoltre da segnalare (sulla scorta di una nota fornita dallo stradario di Bargellini e Guarneri) come luogo dove visse e morì nel 1943 il letterato Guido Mazzoni, senatore e presidente dell'Accademia della Crusca. Sopra il suo appartamento soggiornò anche il critico letterario Carlo Bo (Cecconi). |
|          | 19       | Palazzo                         | Del palazzo è presente un rilievo del piano terreno e del prospetto nel volume di Gian Luigi Maffei su La casa fiorentina, a documentare lo stile poggiano e post-poggiano qui dominante, nel caso in oggetto ridotto a linguaggio corrente e di maniera. |
|          | 20       | Palazzina                       | Si tratta di un grande edificio di cinque piani per cinque assi, notevole nel presentare sul fronte una serie di cartelle dipinte a finto graffito e, al primo e al secondo piano, inserti pittorici con figure. Da lamentare l'attuale stato di conservazione di questa parte dell'apparato decorativo (nell'ambito di una facciata sostanzialmente ben mantenuta), prossimo a rendere del tutto illeggibili le pitture, che con le loro cromie certo interrompevano la sostanziale uniformità dei prospetti sulla piazza, dominati dalla bicromia della pietra arenaria (sia naturale sia artificiale) sugli intonaci chiari. Si veda anche il bel portone intagliato, nel gusto del periodo. In questo edificio trovò sede nel 1926 la cosiddetta Stamperia Polacca (Oficyna Florencka), fondata da Samuel Fryderyk Tyszkiewicz e da sua moglie, tipografo specializzato in raffinate edizioni per bibliofili. |
|          | 21       | Palazzina Franceschini Borghesi | La palazzina segna la cantonata tra la piazza e via Giovan Battista Niccolini (dove si sviluppa per cinque assi), e risulta edificata tra il 1869 e il 1870 dall'ingegnere e architetto Michelangelo Maiorfi per il marchese Luigi Franceschini Borghesi. Attualmente la lettura del disegno dei fronti risulta alterata da una soprelevazione di due piani, che stravolge l'equilibrato disegno del progettista. Come citazione colta, in piena sintonia con il gusto del periodo, sono da segnalare le cicogne che si dispongono nelle due specchiature ai lati del portone, protette dal consueto balcone, chiaro riferimento al disegno di Bartolomeo Ammannati per il palazzo Giugni di via degli Alfani. |
|          | 22       | Palazzina Carandini             | Il grande edificio sorge su un lotto di terreno rimasto inedificato dopo che la piazza si era popolata di palazzi e villini tra il 1865 e il 1871, acquistato proprio nel 1871 (cioè nell'anno del trasferimento della capitale a Roma e della conseguente diminuzione dei valori degli appezzamenti edificabili in questa zona qualificatasi come una delle più esclusive della città) da Gian Giacomo Carandini, marito di Riccarda Bastogi, già residente con la famiglia nel palazzo di via dell'Oriuolo e desideroso di una residenza ancor più grande e ariosa. Il progetto fu affidato all'architetto Pietro Marinelli e i lavori durarono dal 1873 al 1874, mentre gli interni sono documentati come completati solo nella primavera del 1878. |
|          | 23-24    | Palazzo Astengo                 | Il palazzo fu eretto su commissione del senatore Giacomo Astengo e progetto dell'architetto Vincenzo Micheli, tra il 1870 e il 1871. Con il trasferimento della capitale a Roma e il conseguente cambio di residenza del proprietario, l'edificio fu acquistato da Pitagora Marabottini Marabotti, per essere rivenduto nel 1887 a Giovanni Cini che lo tenne fino alla morte, avvenuta nel 1930. Acquistato dal conte Guglielmo Guerrini nello stesso anno è rimasto alla famiglia fino al 1950, quando è pervenuto ai Donzelli Ricceri. Il fronte dell'edificio si dispiega per tre altopiani organizzati su cinque assi, caratterizzandosi per i portoni posti lateralmente e per il lungo terrazzo che collega i tre finestroni centrali al primo piano, secondo uno schema che in più occasioni ricorre nelle ville erette lungo la nuova cerchia di viali nell'ultimo quarto dell'Ottocento. |
|          | 25-26    | Palazzina D'Ancona              | L'edificio risulta realizzato su progetto dell'architetto Felice Francolini tra il 1869 e il 1871, su commissione del deputato Sansone D'Ancona. La palazzina, decisamente curata ed elegante, presenta un fronte già documentato, senza che siano intervenute modifiche significative, nel 1879 dal periodico "Ricordi di Architettura", dove si propone il rilievo del prospetto e la pianta del piano terreno dell'edificio. La distribuzione degli ambienti in pianta rende testimonianza del tenore di vita dei proprietari delle case di questa zona. Nel 1930, passata di proprietà al nobile cortonese Niccolò Mancini Ridolfini Corazzi, la palazzina ebbe su progetto del geometra Italo Marinelli alcune trasformazioni interne e l'ampliamento del corpo di fabbrica sulla destra dell'edificio (laddove il rilievo prima citato indicava la presenza di un cancello per l'accesso diretto al giardino). Alla morte del nobiluomo, avvenuta il 31 gennaio 1960, la palazzina passò per via testamentaria alla figlia Amalia Mancini Livraga, fino a che, nel 1980, venne acquistata dall'Istituto Federale di Credito Agrario per esigenze di ampliamento della sede, già collocata nella vicina palazzina Carandini. |
|          | 28       | Palazzo Wilson Gattai           | Il disegno del palazzo è dovuto all'artista inglese Federigo (Frederik) Wilson che, con il supporto dell'ingegnere Orazio Callai, ne promosse l'edificazione attorno al 1870 come sua residenza. Tuttavia, per motivi economici, la proprietà passò rapidamente al deputato parlamentare Giovanni Puccini (1877) e quindi a Gaetano Gattai (1892), per conto delle figlie Cesira, Isola, Ester, Gemma ed Elisa. Già interessato da alcune trasformazioni nel 1888 per le cure dell'architetto Guglielmo Galanti, l'edificio conobbe significativi lavori ed ampliamenti con il suo terzo proprietario. Negli interni è da segnalare l'affresco del salone centrale eseguito dal pittore Annibale Gatti, raffigurante il Trionfo d'Amore (1872), forse la sua opera migliore. |
|          | 29       | Palazzina Tommaseo              | Eretta tra il 1869 e il 1870 dall'ingegner Giuseppe Acconci come residenza di Niccolò Tommaseo, in realtà non ospitò mai l'illustre personaggio, morto nella sua casa sul lungarno delle Grazie 20. |
|          | 30-33    | Villa Sepp                      | Si tratta di un grande edificio, con il fronte principale arretrato rispetto alla linea stradale e dai caratteri che lo qualificano propriamente come villa, eretto su progetto dell'architetto Giuseppe Carlo Calderini tra il 1869 e il 1870. Fu originariamente residenza dell'ambasciatore del Cile, Pietro Sepp, che tuttavia lasciò l'edificio in concomitanza con il trasferimento della capitale a Roma nel 1871. Il fronte principale della villa, che guarda a via della Colonna, è organizzato su due piani per cinque assi. Il fronte che guarda alla piazza, di quattro assi, presenta al piano terreno il parato a ricorsi di pietra in malta, e al piano superiore un terrazzo che mette in comunicazione le due finestre centrali. Attualmente la villa è sede dell'Istituto Sperimentale per lo Studio e la Difesa del Suolo. |
|          | 34       | Villino Rook                    | La palazzina, edificata attorno al 1870, propone forme decisamente prossime a quelle esemplificate dalla successiva, con alcune varianti a rompere l'uniformità, comunque piacevole, sul fronte della piazza. Così ai timpani a cornici triangolari si sostituiscono archi a tutto sesto e alle superfici intonacate un uso più insistito di lesene e ricorsi, in modo da dare al disegno d'insieme un effetto di maggior plasticità. |
|          | 35       | Villino Puccioni                | La palazzina risulta edificata tra il 1869 e il 1870 dall'impresa Fratelli Martelli su progetto dell'ingegner Nemes Martelli, congiunto dei due impresari, in modo da essere immessa sul mercato edilizio di Firenze Capitale (1865-1871). Nel palazzo abitò il senatore Piero Puccioni, noto patriota ed esponente di spicco della politica postunitaria, che qui morì nel 1898, come annota una memoria posta dal Comune nel 1924 sulla sinistra del portone. Al figlio di questi, Nello, antropologo, etnografo e paletnologo, si deve la commissione attorno al 1913 di un grande fregio per le pareti del salotto principale, realizzato da Adolfo De Carolis e ispirato alle più note opere teatrali di Gabriele D'Annunzio. Sulla destra della facciata, posta più recentemente (1994) è un'altra targa che serba memoria di come nel palazzo abbia a lungo vissuto, morendovi il 30 marzo 1911, il "letterato, gastronomo, benefattore" Pellegrino Artusi. |
|          | 36-37    | Palazzina Uzielli               | La palazzina fu eretta nel 1870 dall'impresario e maestro muratore Martino Cambi su commissione di Guido Uzielli, e ampliata e ridisegnata ai primi del Novecento su progetto dell'architetto Riccardo Mazzanti, a seguito dell'acquisto di nuovi terreni resisi disponibili dopo l'incendio che aveva distrutto il teatro Principe Umberto che qui sorgeva (si veda oltre a piazza d'Azeglio 38-39). Originariamente sulla destra l'edificio si estendeva per un solo piano, coronato da una serra, eliminata nel 1910 e sostituita con ambienti in muratura su progetto dell'architetto Filippo Gomez Homen, ampliamento questo che peraltro consentì a Paolo Uzielli, fratello di Guido, di portare il basso corpo a sinistra del suo villino confinante agli attuali due piani, dotandolo di un grande terrazzo panoramico. |
|          | 38-39    | Villino Uzielli                 | L'edificio occupa in parte l'area di quella che è stata una delle prime costruzioni realizzate nella zona, dopo che erano state tracciate le vie e il perimetro della piazza. Qui, infatti, sorgeva il teatro Principe Umberto, eretto su progetto dell'ingegner Gustavo Mariani (poi ampliato da Riccardo Mazzanti) e inaugurato nel luglio del 1869. Il villino che ora si trova al suo posto fu eretto dall'architetto Paolo Emilio André (genero di Adolfo Coppedè) tra il 1902 e il 1904 su committenza di Paolo Uzielli, e presenta una originale commistione di elementi propri del linguaggio Jugendstil con altri recuperati dalla tradizione neorinascimentale. Nel palazzo abitò lo scrittore e saggista Raffaello Franchi con la famiglia, nel 1949. |
|          | 40-41    | Villino Zamvòs                  | L'edificio ripropone la tipologia propria del villino dell'epoca: organizzato su tre assi si sviluppa su due piani sui quali si imposta, fin dall'origine, un volume in soprelevazione. Sulla base del disegno pubblicato sul periodico "Ricordi di Architettura" nel 1878 il villino può essere ricondotto all'attività dell'architetto e ingegnere Mariano Panajotis Zamvòs, che lo eresse come propria residenza, e datato al 1874. |
|          | 42-43-44 | Palazzo Strigelli               | L'edificio fu eretto su commissione dei fratelli Strigelli, ricchi possidenti, su progetto dell'architetto Vincenzo Micheli attorno al 1868, su terreni già dei Panciatichi Ximenes. Nel 1903 fu acquistato da Enrico Caruso, durante la sua ultima stagione teatrale italiana, e quindi passò nel 1921 per testamento alla sua giovane moglie americana Dorothy Benjamin. Da questa la proprietà venne acquistata nel 1930 dal primario della Clinica Universitaria di Ginecologia dell'Arcispedale di Santa Maria Nuova, professor Ersilio Ferroni, che apportò allo stabile varie migliorie e fece ampliare, occupando parte del giardino, il piano terra e il primo piano, su progetto dell'ingegnere Italo Guidi. Tra il 1955 e il 1956 il palazzo fu soprelevato di due piani, più il piano attico, eliminando la precedente piccola loggia che coronava il villino ottocentesco. |

### Lapidi
Al 3, su uno dei villini Servadio, si trova la terga dedicata a Stefan Żeromski:
| DIMORÒ IN QVESTA CASA NELL'ANNO 1913 STEFANO ZEROMSKI SCRITTORE POLACCO 1864 - 1925 FERVIDO ASSERTORE DI GIVSTIZIA SOCIALE CHE NELL'OPERA 'CENERI' CON ARTE IMPAREGGIABILE NARRÒ LE EROICHE VICENDE DEI POLACCHI IN TERRA ITALIANA E NEL ROMANZO 'CHARITAS' EVOCÒ VNA VIVA IMMAGINE DI FIRENZE POLACCHI E ITALIANI NEL I° CENTENARIO DELLA SVA NASCITA POSERO |

Un'altra targa quadrilingue ricorda il legame tra gli edifici della piazza e gli anni che videro Firenze capitale d'Italia. Fu posta nel 2007 dalla gestione alberghiera oggi ospitata nell'edificio.
| ...Quando Firenze era capitale d‘Italia‚ nella zona dei ministeri sorsero delle ville d‘abitazione per gli alti funzionari: due di queste costituiscono oggi il Regency... ...When Florence was the capital of Italy‚ a few villas were built in the same location as the ministries, for the use of the highest government officials: two of these villas are today the Regency... ...Als Florenz noch die Hauptstadt Italiens war‚ entstanden im Viertel der Ministerien Villen für die hohen Staatsbeamten: zwei dieser Villen sind heute das Regency... ...Quand Florence était la capitale d‘Italie‚ des demeures furent construites dans la zone même des ministères pour les plus hauts fonctionnaires de l'Etat: deux de ces demeures sont aujourd‘hui le Regency... |

Al 9, sul villino Marinelli, quella a Władysław Reymont:
| SOGGIORNÒ IN QUESTA CASA WŁADYSŁAW STANISŁAW REYMONT 1867 - 1925 SCRITTORE POLACCO PREMIO NOBEL 1924 NEL LXXV ANNIVERSARIO DELLA MORTE L'ASSOCIAZIONE CULTURALE ITALO-POLACCA IN TOSCANA |

Al 35 un ricordo di Pellegrino Artusi:
| I CITTADINI DI FIRENZE E DELLA NATIVA FORLIMPOPOLI SI UNISCONO NEL RICORDARE PELLEGRINO ARTUSI CHE QUI LUNGAMENTE OPERÒ E MORI' IL 30 MARZO 1911 LETTERATO GASTRONOMO BENEFATTORE IN QUESTA SUA CITTA' DI ADOZIONE DETTE UNITA' ITALIANA ALLA VARIETA' LINGUISTICA REGIONALE NEL SUO CELEBRE LIBRO "LA SCIENZA IN CUCINA E L'ARTE DI MANGIAR BENE" FIRENZE, 29 MAGGIO 1994 IL COMUNE DI FIRENZE IL COMUNE DI FORLIMPOPOLI L'ACCADEMIA ARTUSIANA IN FORLIMPOPOLI |

Sullo stesso edificio anche una targa dedicata a Piero Puccioni:
| PIERO PVCCIONI NON ASPETTÒ PRVDENTE MA AFFRETTÒ ANIMOSO CON L'OPERA E L'ELOQVENTE PAROLA LA LIBERAZIONE DELLA TOSCANA GIVRECONSVLTO DI PROFONDA DOTTRINA SERVÌ CON AVSTERA DEVOZIONE LA GIVSTIZIA DEPVTATO E SENATORE CON DISINTERESSATO AMORE L'ITALIA QVI DOVE IN ETÀ D'ANNI LXIV MORÌ IL V APRILE MDCCCXCVIII POSE IN MEMORIA IL COMVNE DI FIRENZE IL XXVII APRILE MCDXXIV |